# Royaume de Croatie-Slavonie
Pour les articles homonymes, voir Croatie (homonymie).
Pour un article plus général, voir Pays de la Couronne de saint Étienne.
1868–1918
Entités précédentes :
- Empire d'Autriche
  -  Royaume de Croatie
  -  Royaume de Slavonie
  -  Krajina croate

Entités suivantes :
- État des Slovènes, Croates et Serbes

Le royaume de Croatie-Slavonie (en croate : Kraljevina Hrvatska i Slavonija ; en hongrois : Horvát-Szlavón Királyság ; en allemand : Königreich Kroatien und Slawonien) forme, entre 1867 et 1918, avec le royaume de Hongrie les pays de la Couronne de saint Étienne (ou « Transleithanie »), au sein de la double monarchie d'Autriche-Hongrie. 

## Historique
Le royaume de Croatie-Slavonie est créé par l'union du royaume de Croatie avec le royaume de Slavonie repris aux Ottomans par les Habsbourg en 1699. Son territoire comprenait une partie de l'actuelle Croatie ainsi qu'une petite partie de l'actuelle Serbie (la Syrmie orientale). Selon le recensement de 1910, le royaume comptait 2 621 954 habitants.
Pour sa part, la Dalmatie, confisquée à la république de Venise en 1797 et attribuée aux Habsbourg par le congrès de Vienne en 1815, constituait une province dépendant de l'Autriche conformément au Compromis austro-hongrois de 1867.
En 1918, le royaume de Croatie-Slavonie forme, avec les autres territoires slaves du sud de l'Autriche-Hongrie, l'éphémère État des Slovènes, Croates et Serbes qui à son tour s'unit avec le royaume de Serbie et avec le Monténégro pour former le royaume des Serbes, Croates et Slovènes, renommé en 1929 royaume de Yougoslavie.

## Territoire

### Circonscriptions civiles
Le royaume de Croatie-Slavonie, dont la capitale était  Agram (aujourd'hui Zagreb), comprenait :
- la Croatie, composée des cinq comitats suivants :
  - le majeure partie du comitat de Modrus-Fiume (Fiume) ;
  - le comitat de Lika-Korbava ;
  - le comitat de Zagreb (Agram), avec les villes de Zagreb et de Karlovac (Karlstadt) ainsi que la circonscription libre de Turopolje (Türmező) ;
  - le comitat de Varasdin (Varasd), avec la ville éponyme ;
  - le comitat de Belovar (Kreutz), avec la ville éponyme ;
- la Slavonie, composée des trois comitats suivants :
  - le comitat de Pozsega, avec la ville éponyme ;
  - le comitat de Virovitica (Veröcse), avec la ville d’Osijek (Eszeg) ;
  - le comitat de Syrmie (Sremska Mitrovica).

Il comprenait donc une partie du comitat de Rijeka (Fiume), avec la ville de Bakar (Buccari) et sa circonscription. Mais la ville de Fiume, son port et sa circonscription en étaient détachés et relevaient directement de la Hongrie.

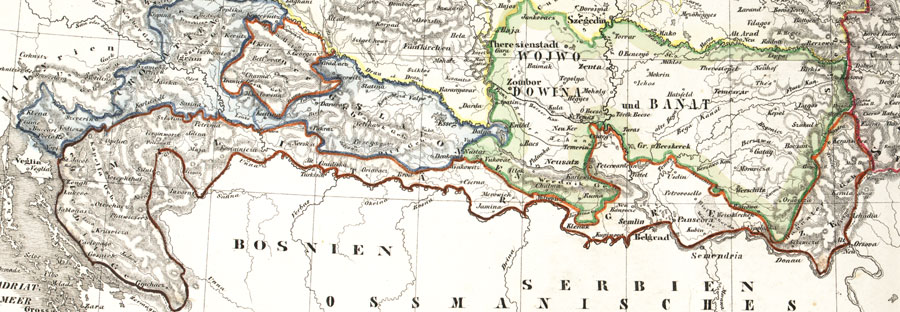
Carte des confins militaires habsbourgeois (au nord de la Bosnie et de la Serbie), et dans le Banat.

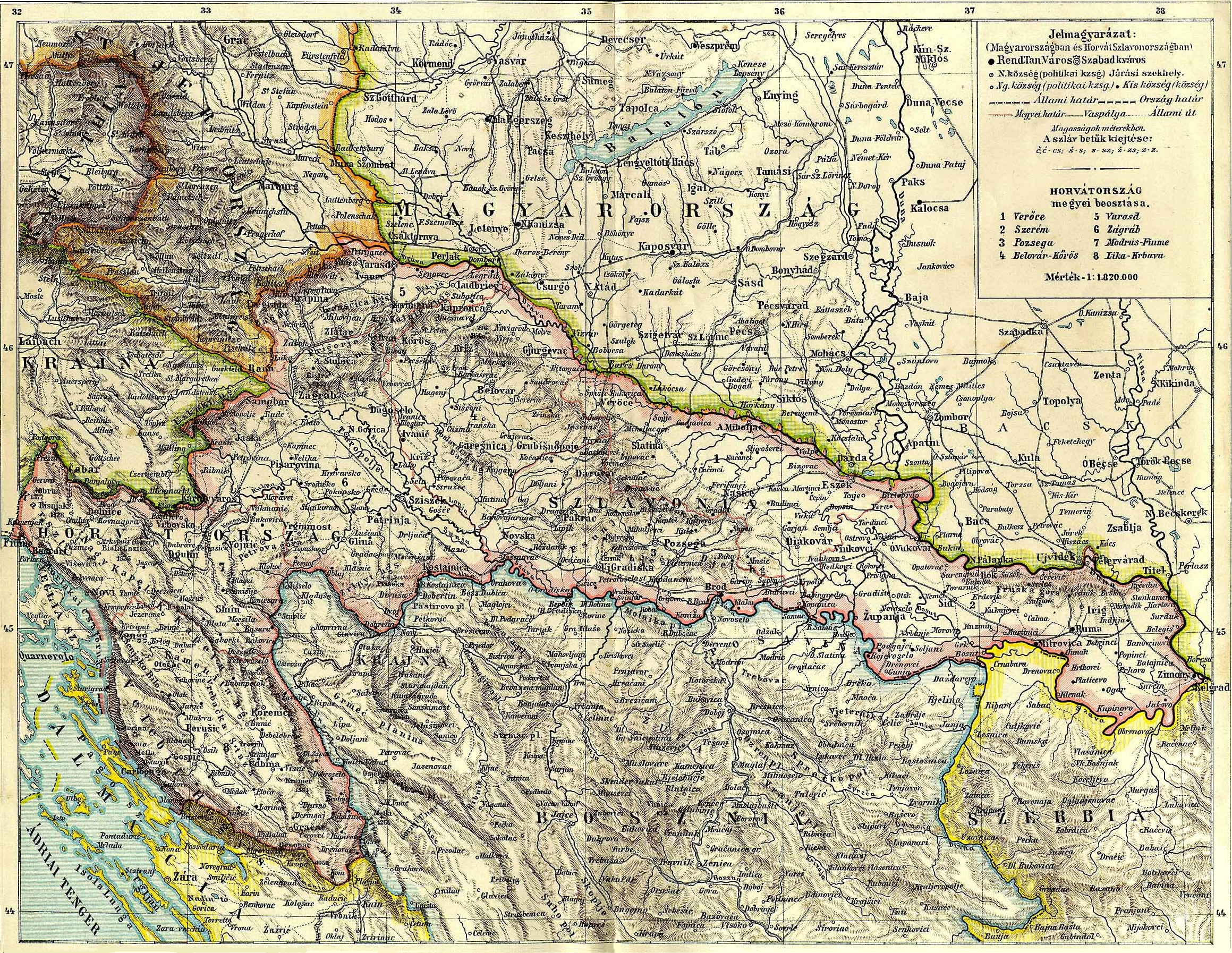
Carte du royaume de Croatie-Slavonie, au sein de l'Autriche-Hongrie.

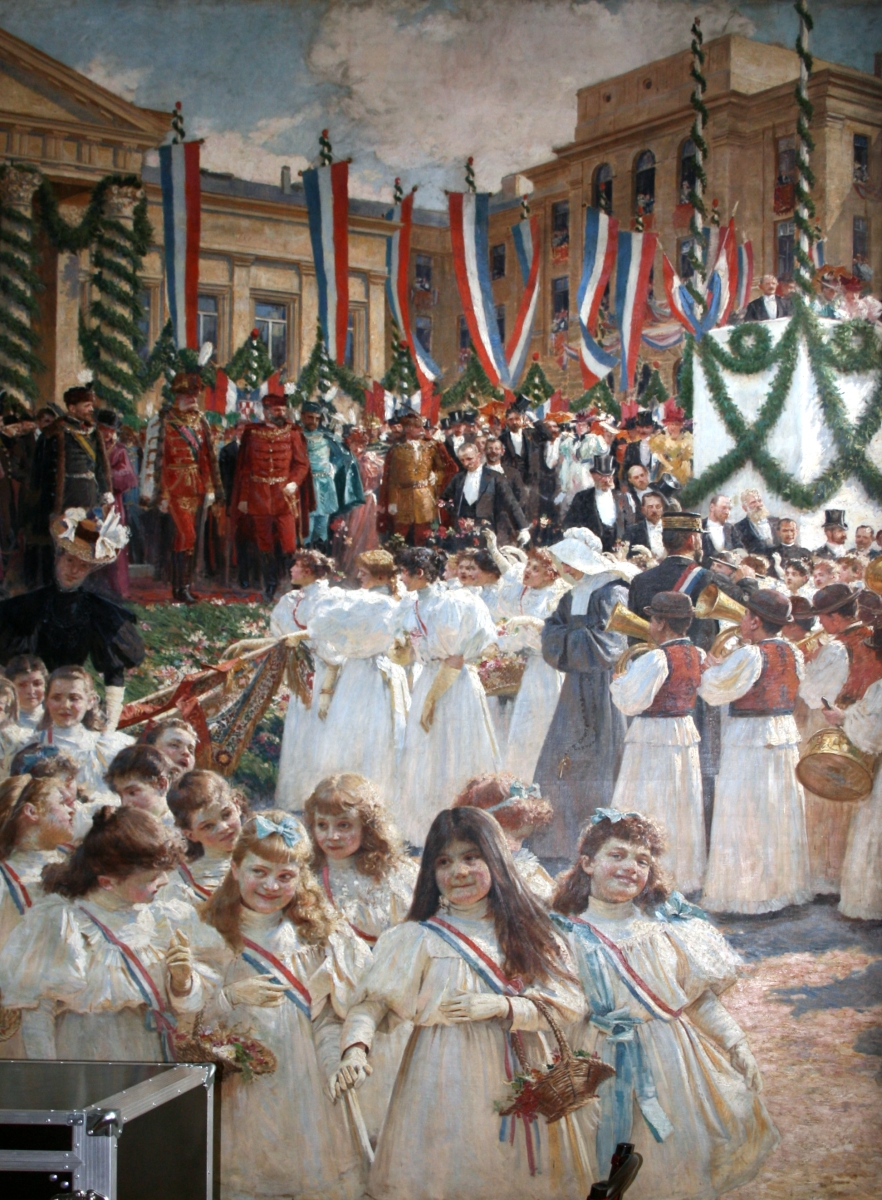
Fête croate à Zagreb (huile sur toile de Vlaho Bukovac, autour de 1900). L'empereur François-Joseph Ier (favoris blancs, en haut à gauche), vêtu de pourpre comme les župans croates, préside la fête en sa qualité de roi de Croatie.

### Confins militaires
Le compromis de 1868 incorpora au royaume de Croatie-Slavonie des territoires militaires de la krajina (« marche ») croate :
- la Croatie militaire, composée des régions : 
  - de Carlstadt/Karlovac à l'ouest (régiments I de Lika, II de Otočac, III de Ogulin et IV de Slunj),
  - de Varaždin au centre, séparant la Croatie et la Slavonie (régiments V de Križevci et VI Đurđevac),
  - la Banovine (régiments IX du Premier et X du Second Banat croate : généralat du Banat de Slavonie) ;
- la Slavonie militaire à l'est, composée des régions de Gradiska (régiment VIII), Brod (régiment VII) et Petrovaradin.

### Revendications croates
Lors du compromis de 1868, les Croates revendiquèrent vainement le rattachement du royaume de Dalmatie pour former un « royaume triunitaire ». À partir de l'occupation par l'Autriche-Hongrie de la Bosnie-Herzégovine ottomane, en 1878 au congrès de Berlin, ils revendiquèrent aussi le rattachement de celle-ci afin de former, avec la Voïvodine occidentale, soit la Bačka, un « troisième pôle » Austro-sud-slave. Mais en 1908 lorsque l'Autriche-Hongrie annexa la Bosnie-Herzégovine, elle érigea celle-ci en « condominium » séparé et refusa la constitution d'un « troisième pôle austro-sud-slave ».

## Roi
Le roi de Hongrie est également reconnu roi de Croatie-Slavonie.

## Ban (vice-roi)
Le Ban (vice-roi) était nommé par le roi de Hongrie, avec l'accord du ministre-président de Hongrie. Il était responsable devant la Sabor (diète) de Croatie-Slavonie.
Liste des Bans (1868-1918) :
- 1868 - 1871 : baron Levin Rauch de Nyék
- 1871 - 1872 : Koloman Bedeković (en)
- 1873 - 1880 : Ivan Mažuranić
- 1880 - 1883 : comte Ladislav Pejačević
- 1883 - 1903 : comte Károly Khuen-Héderváry
- 1903 - 1907 : comte Teodor Pejačević
- 1907 - 1908 : Aleksandar Rakodczay
- 1908 - 1910 : baron Pavao Rauch
- 1910 - 1912 : Nikola Tomašić
- 1912 - 1913 : baron Slavko Cuvaj (en)
- 1913 - 1917 : Iván Skerlecz
- 1917 - 1918 : Antun Mihalović

## Sabor (diète)
La Sabor (diète) était composée de quatre-vingt-dix membre élus et, au plus, de quarante-cinq membres de droit.
Les membres de droit étaient :
- l'archevêque d'Agram (Zagreb), le patriarche métropolite serbe de Carlovitz, les évêques diocésains et le prieur de Vrana (Aurane) ;
- les gouverneurs des comitats et le comte de Turoplje ;
- les membres masculins des familles de ducs, comtes et barons ayant siégé au Sabor, sous conditions d'âge (vingt-quatre ans), de langue (parler le croate) et de ressources (cens) ;
- le cas échéant, les membres des familles de magnats hongro-croates ayant établi leur domicile dans le royaume, sous les mêmes conditions que les précédents.

## Comitats
Le royaume de Croatie-Slavonie était divisée en huit comitats (entre parenthèses sont donnés les sièges du comitat) :
- Bjelovar-Križevci (Bjelovar) ;
- Lika-Krbava (Gospić) ;
- Modruš-Rijeka (Ogulin) ;
- Požega (Požega) ;
- Syrmie (Vukovar) ;
- Varaždin (Varaždin) ;
- Virovitica (Osijek) ;
- Zagreb (Zagreb).